# هايغيت (لندن)

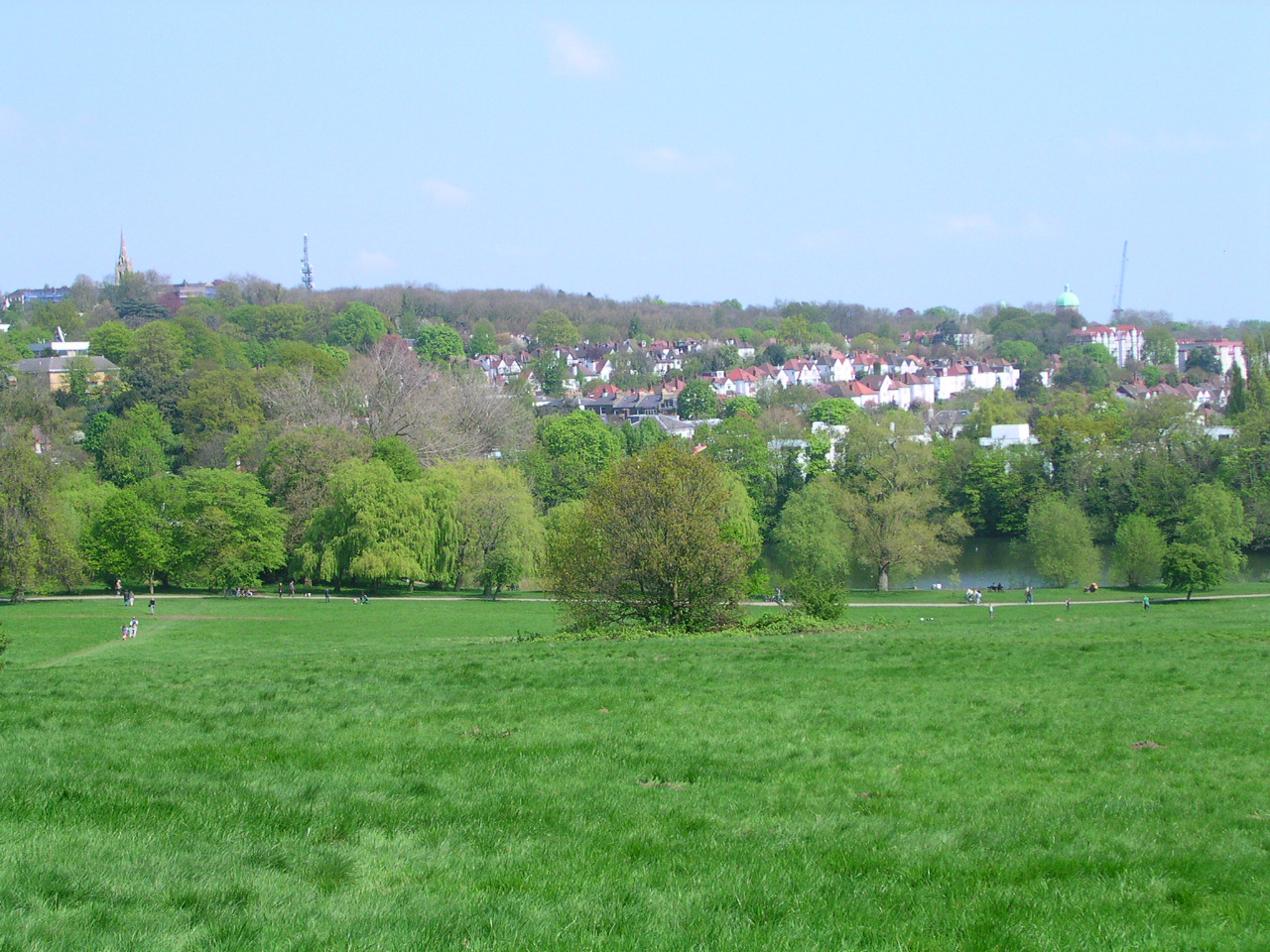
هايغيت كما تبدو من هامبستيد هيث

هايغيت (بالإنجليزية: Highgate) هي منطقة في شمال لندن في الزاوية الشمالية الشرقية من هامبستيد هيث.

## أعلام
- مايك ديلون
- هوب كريسب
- كاثرين بارسونز
- نويل تيرنبول
- جون هالسي
- ارين ويليام
- فرانسيس بيكون
- وليم ستانلي بيرت
- اليسيا بول ستوت
- جوشوا لورينغ